# Континентальний кубок з легкої атлетики 2018

День 1

День 2

Континентальний кубок ІААФ 2018 року був проведений 8-9 вересня на Міському стадіоні в Остраві.
У змаганні брали участь чотири континентальні збірні — Європи, Америки (обох континентів), Азії-Океанії та Африки, — від кожної з яких в кожній індивідуальній дисципліні брали участь по два представники.

## Регламент змагань
Основними нововведеннями до регламенту змагань були наступні:
- У метальних дисциплінах та горизонтальних стрибках кожен спортсмен мав три спроби. До четвертої спроби допускались найкращі атлети від кожної збірної. До п'ятої (фінальної) спроби допускались перші двоє атлетів (з тих, хто був допущений до четвертої спроби) з найкращими результатами, які розігрували першість у відповідній дисципліні. Переможець визначався за результатом, показаним у п'ятій спробі.

- Біг на 3000 метрів та 3000 метрів з перешкодами проводився за принципом «з вибуванням». 8 атлетів, які стартували, бігли перші 1400 метрів. Після цього, останній бігун за результатами подолання кожного кола вибував (мав припинити біг) таким чином, що лише 4 бігуни діставались останнього кола та визначали переможця.

- До програми змагань була введена змішана естафета 4х400 метрів. У складі кожної команди брали участь по 2 чоловіки та 2 жінки.

## Медалісти

### Чоловіки

#### Дисципліни на доріжці стадіону
| Дисципліни                | Золото                                                                              | Золото   | Срібло                                                                                         | Срібло   | Бронза                                                                               | Бронза  |
| ------------------------- | ----------------------------------------------------------------------------------- | -------- | ---------------------------------------------------------------------------------------------- | -------- | ------------------------------------------------------------------------------------ | ------- |
| 100 метрів                | Ноа Лайлс (USA) Америка                                                             | 10,01    | Су Бінтянь (CHN) Азія-Океанія                                                                  | 10,03    | Акані Сімбіне (ZAF) Африка                                                           | 10,11   |
| 200 метрів                | Алонсо Едвард (PAN) Америка                                                         | 20,19    | Раміль Гулієв (TUR) Європа                                                                     | 20,28    | Алекс Кіньйонес (ECU) Америка                                                        | 20,36   |
| 400 метрів                | Абдалелах Харун (QAT) Азія-Океанія                                                  | 44,72    | Баболокі Тебе (BOT) Африка                                                                     | 45,10    | Натан Стротер (USA) Америка                                                          | 45,28   |
| 800 метрів                | Еммануель Корір (KEN) Африка                                                        | 1.46,50  | Клейтон Мерфі (USA) Америка                                                                    | 1.46,77  | Найджел Амос (BOT) Африка                                                            | 1.46,77 |
| 1500 метрів               | Елайджа Манангої (KEN) Африка                                                       | 3.40,00  | Марцин Левандовський (POL) Європа                                                              | 3.40,52  | Якоб Інгебрігтсен (NOR) Європа                                                       | 3.40,80 |
| 3000 метрів               | Пол Челімо (USA) Америка                                                            | 7.57,13  | Мохаммед Ахмед (CAN) Америка                                                                   | 7.57,99  | Хенрік Інгебрігтсен (NOR) Європа                                                     | 7.58,85 |
| 110 метрів з бар'єрами    | Сергій Шубенков (ANA) Європа                                                        | 13,03    | Рональд Леві (JAM) Америка                                                                     | 13,12 SB | Паскаль Мартіно-Лагард (FRA) Європа                                                  | 13,31   |
| 400 метрів з бар'єрами    | Абдеррахман Самба (QAT) Азія-Океанія                                                | 47,37 CR | Аннсерт Вайт (JAM) Америка                                                                     | 48,46 SB | Карстен Варгольм (NOR) Європа                                                        | 48,56   |
| 3000 метрів з перешкодами | Консеслус Кіпруто (KEN) Африка                                                      | 8.22,55  | Метью Хьюз (CAN) Америка                                                                       | 8.29,70  | Йоганес К'яппінеллі (ITA) Європа                                                     | 8.32,89 |
| 4х100 метрів              | Америка Майк Роджерс (USA) Ноа Лайлс (USA) Йоган Блейк (JAM) Тайквендо Трейсі (JAM) | 38,05    | Європа Емре Зафер Барнс (TUR) Жак Алі Гарві (TUR) Їгітджан Хекімоглу (TUR) Раміль Гулієв (TUR) | 38,96    | Азія-Океанія Тре Вільямс (AUS) Джозеф Міллар (NZL) Чун Чинсу (AUS) Джейк Доран (AUS) | 39,55   |

#### Технічні види
| Дисципліни         | Золото                            | Золото        | Срібло                           | Срібло        | Бронза                            | Бронза        |
| ------------------ | --------------------------------- | ------------- | -------------------------------- | ------------- | --------------------------------- | ------------- |
| Стрибки у висоту   | Дональд Томас (BAH) Америка       | 2,30          | Брендон Старк (AUS) Азія-Океанія | 2,30          | Максим Недосеков (BLR) Європа     | 2,27          |
| Стрибки з жердиною | Сем Кендрікс (USA) Америка        | 5,85          | Рено Лавіллені (FRA) Європа      | 5,80          | Шонесі Барбер (CAN) Америка       | 5,65          |
| Стрибки у довжину  | Рушвал Самааі (ZAF) Африка        | 8,16 (8,10)   | Мільтіадіс Тентоглу (GRC) Європа | 8,00 (7,92)   | Джефф Гендерсон (USA) Америка     | 7,98 (7,90)   |
| Потрійний стрибок  | Крістіан Тейлор (USA) Америка     | 17,59 (17,31) | Уг Фабріс Занго (BFA) Африка     | 17,02 (16,46) | Арпіндер Сінгх (IND) Азія-Океанія | 16,59 (16,33) |
| Штовхання ядра     | Дарлан Романі (BRA) Америка       | 21,89 (21,68) | Томас Волш (NZL) Азія-Океанія    | 21,43 (21,43) | Міхал Гаратик (POL) Європа        | 21,36 (20,77) |
| Метання диска      | Федрік Дакрес (JAM) Америка       | 67,97 (67,97) | Метью Денні (AUS) Азія-Океанія   | 63,99 (54,53) | Андрюс Гудзюс (LTU) Європа        | 66,95 (х)     |
| Метання молота     | Ділшод Назаров (TJK) Азія-Океанія | 77,34 (77,34) | Мостафа Аль-Гамель (EGY) Африка  | 74,22 (74,22) | Бенце Халас (HUN) Європа          | 74,80 (74,16) |
| Метання списа      | Томас Релер (GER) Європа          | 87,07 (87,07) | Чжен Чжаоцунь (TPE) Азія-Океанія | 83,28 (81,81) | Андерсон Пітерс (GRN) Америка     | 80,86 (78,42) |

### Жінки

#### Дисципліни на доріжці стадіону
| Дисципліни                | Золото                                                                                                | Золото        | Срібло                                                                                    | Срібло     | Бронза                                                                       | Бронза     |
| ------------------------- | --- | ------------- | ----------------------------------------------------------------------------------------- | ---------- | ---------------------------------------------------------------------------- | ---------- |
| 100 метрів                | Марі-Жозе Та Лу (CIV) Африка                                                                          | 11,14         | Діна Ашер-Сміт (GBR) Європа                                                               | 11,16      | Дженна Прандіні (USA) Америка                                                | 11,21      |
| 200 метрів                | Шона Міллер-Уйбо (BAH) Америка                                                                        | 22,16         | Дафне Схіперс (NED) Європа                                                                | 22,28      | Марі-Жозе Та Лу (CIV) Африка                                                 | 22,61      |
| 400 метрів                | Сальва Насер (BHR) Азія-Океанія                                                                       | 49,32         | Кастер Семеня (ZAF) Африка                                                                | 49,62 NR   | Стефані-Енн Макферсон (JAM) Америка                                          | 50,82      |
| 800 метрів                | Кастер Семеня (ZAF) Африка                                                                            | 1.54,77       | Аджей Вілсон (USA) Америка                                                                | 1.57,16    | Натоя Гуле (JAM) Америка                                                     | 1.57,36    |
| 1500 метрів               | Вінні Чебет (KEN) Африка                                                                              | 4.16,01       | Шелбі Гуліган (USA) Америка                                                               | 4.16,36    | Рабебе Арафі (MAR) Африка                                                    | 4.17,19    |
| 3000 метрів               | Сіфан Гассан (NED) Європа                                                                             | 8.27,50 NR CR | Сенбере Тефері (ETH) Африка                                                               | 8.32,49 PB | Хеллен Обірі (KEN) Африка                                                    | 8.36,20 SB |
| 100 метрів з бар'єрами    | Даніель Вільямс (JAM) Америка                                                                         | 12,49         | Кендра Гаррісон (USA) Америка                                                             | 12,52      | Памела Дуткевич (GER) Європа                                                 | 12,82      |
| 400 метрів з бар'єрами    | Дженів Расселл (JAM) Америка                                                                          | 53,62         | Шам'єр Літтл (USA) Америка                                                                | 53,86      | Анна Рижикова (UKR) Європа                                                   | 54,47 SB   |
| 3000 метрів з перешкодами | Беатріс Чепкоеч (KEN) Африка                                                                          | 9.07,92 CR    | Кортні Фрерікс (USA) Америка                                                              | 9.15,22    | Вінфред Яві (BHR) Азія-Океанія                                               | 9.17,86    |
| 4х100 метрів              | Америка Анхела Теноріо (ECU) Шона Міллер-Уйбо (BAH) Дженна Прандіні (USA) Віторія Крістіна Роса (BRA) | 42,11         | Європа Крістал Авуа (GBR) Імані Лансіквот (GBR) Б'янка Вільямс (GBR) Діна Ашер-Сміт (GBR) | 42,55      | Азія-Океанія Кун Лінвей (CHN) Вей Юнлі (CHN) Ге Маньци (CHN) Юань Цици (CHN) | 42,93 PB   |

#### Технічні види
| Дисципліни         | Золото                          | Золото           | Срібло                               | Срібло           | Бронза                            | Бронза        |
| ------------------ | ------------------------------- | ---------------- | ------------------------------------ | ---------------- | --------------------------------- | ------------- |
| Стрибки у висоту   | Марія Ласіцкене (ANA) Європа    | 2,00             | Світлана Радзивіл (UZB) Азія-Океанія | 1,95             | Леверн Спенсер (LCA) Америка      | 1,93          |
| Стрибки з жердиною | Анжеліка Сидорова (ANA) Європа  | 4,85 CR          | Екатеріні Стефаніді (GRC) Європа     | 4,85 CR          | Сенді Морріс (USA) Америка        | 4,85 CR       |
| Стрибки у довжину  | Катерін Ібаргуен (COL) Америка  | 6,93 NR (6,93)   | Брук Страттон (AUS) Азія-Океанія     | 6,71 (6,52)      | Малайка Мігамбо (GER) Європа      | 6,86 (6,58)   |
| Потрійний стрибок  | Катерін Ібаргуен (COL) Америка  | 14,76 (14,54)    | Ольга Рипакова (KAZ) Азія-Океанія    | 14,26 SB (х)     | Параскеві Папахрісту (GRC) Європа | 14,22 (14,22) |
| Штовхання ядра     | Ґун Ліцзяо (CHN) Азія-Океанія   | 19,63 (19,25)    | Рейвен Сондерс (USA) Америка         | 19,74 SB (18,39) | Крістіна Шваніц (GER) Європа      | 19,73 (19,07) |
| Метання диска      | Яйме Перес (CUB) Америка        | 65,30 (65,30)    | Сандра Перкович (HRV) Європа         | 68,44 (х)        | Чень Ян (CHN) Азія-Океанія        | 63,34 (61,63) |
| Метання молота     | Деанна Прайс (USA) Америка      | 75,46 CR (75,46) | Аніта Влодарчик (POL) Європа         | 73,45 (73,20)    | Ло На (CHN) Азія-Океанія          | 67,39 (67,00) |
| Метання списа      | Люй Хуейхуей (CHN) Азія-Океанія | 63,88 (57,88)    | Крістін Гуссонг (GER) Європа         | 62,96 (55,05)    | Кара Вінгер (USA) Америка         | 60,38 (60,38) |

### Змішана дисципліна
| Дисципліна   | Золото                                                                                                | Золото  | Срібло                                                                                    | Срібло  | Бронза                                                                                        | Бронза  |
| ------------ | --- | ------- | ----------------------------------------------------------------------------------------- | ------- | --------------------------------------------------------------------------------------------- | ------- |
| 4х400 метрів | Америка Крістіан Тейлор (USA) Лугелін Сантос (DOM) Стефані-Енн Макферсон (JAM) Шона Міллер-Уйбо (BAH) | 3.13,01 | Африка Крістін Ботлогетсве (BOT) Чіді Окезі (NGR) Кастер Семеня (ZAF) Баболокі Тебе (BOT) | 3.16,19 | Азія-Океанія Стівен Соломон (AUS) Мюррей Гудвін (AUS) Аннелізе Рубі (AUS) Елла Конноллі (AUS) | 3.18,55 |

## Командний залік
Команда-переможець змагань визначалась за найбільшою сумою очок. На відміну від попередніх розіграшів, очки збірним у кожній дисципліні приносили не індивідуальні виступи двох спортсменів, а їх спільний рейтинг. Всі учасники отримували очки відповідно до місця, яке вони посіли (від 8 за перше до 1 за останнє), потім вираховувалась сума по кожній команді, после чого збірна з найбільшою сумою отримувала 8 очок до заліку, а наступні — в порядку зменшення 6, 4 та 2 очки. Система оцінки естафет була аналогічною (8-6-4-2 залежно від місця, що посіла команда).
| Місце | Команда      | Очки |
| ----- | ------------ | ---- |
| 1     | Америка      | 262  |
| 2     | Європа       | 233  |
| 3     | Азія-Океанія | 188  |
| 4     | Африка       | 142  |